# Aeródromo James Conrad
El Aeródromo James Conrad (OACI: SCJC) es un terminal aéreo ubicado cerca de Ranguelmo, comuna de Coelemu en la Provincia de Itata, Región de Ñuble, Chile. Es de propiedad pública.